# Le Falgar
Le Falgar (oficialment Falga) és un municipi del departament francès de l'Alta Garona, a la regió d'Occitània.